# توناتیو گوتیه‌رز
توناتیو گوتیه‌رز (به انگلیسی: Tonatiuh Gutiérrez) (زادهٔ ۲۰ نوامبر ۱۹۲۹) شناگر اهل مکزیک است.